# Zemmora
Ne doit pas être confondu avec Bordj Zemoura.
 (octobre 2007).
Si vous disposez d'ouvrages ou d'articles de référence ou si vous connaissez des sites web de qualité traitant du thème abordé ici, merci de compléter l'article en donnant les références utiles à sa vérifiabilité et en les liant à la section « Notes et références ».
Zemmora (en arabe زمورة) est une commune algérienne de la wilaya de Relizane, située à 20 km à l'est de Relizane, à 150 km à l'est d'Oran et à 280 km à l'ouest d'Alger.

## Toponymie
Le nom de Zemmora vient des forêts d'oliviers sauvages, les oléastres (azemmour en berbère, zebboudj en arabe dialectal et azebbouch en kabyle) que comptait et compte toujours la forêt de Zemmora. Celle-ci a donné son nom à l'oued Zemmora qui, à son tour, l'a donné à la ville. Ce nom est typiquement berbère.

## Géographie

### Relief
Son altitude varie de 230 mètres au quartier Kaddouri, et à plus de 310 mètres au quartier La Smala La topographie dans les 3 kilomètres entourant Zemoura présente des variations très importantes de l'altitude, avec une variation de l'altitude de 321 mètres maximum et une altitude moyenne au-dessus du niveau de la mer de 317 mètres. Dans les 16 kilomètres, variations très importantes de l'altitude (600 mètres). Dans les 80 kilomètres, variations considérables de l'altitude (1 498 mètres).La région dans un rayon de 3 kilomètres de Zemoura est couverte par des terres cultivées (85 %), dans un rayon de 16 kilomètres par des terres cultivées (66 %) et une végétation éparse (16 %) et dans un rayon de 80 kilomètres par des terres cultivées (50 %) et une végétation éparse (18 %)

### Localisation
La ville est située aux portes du Dahra, chaîne de montagnes qui s'étend vers Mostaganem ; elle est au nord de la chaîne de l'Ouarsenis.
Zemmora est bâtie de part et d'autre de l'oued dont elle tire son nom.

### Situation
| Relizane         | Beni Dergoun. Oued El Djemaa | Beni Dergoun |
| Relizane         | Zemmora                      | Mendes.      |
| Dar Ben Abdellah | Dar Ben Abdellah             | Mendes       |

### Hydrographie
Le territoire de la commune est traversé par Oued Zemmora et a donné son nom à la localité.

### Climat
Situés à 60 km de la mer Méditerranée, la ville possède un climat chaud et sec, à légère tendance montagnarde. Les hivers sont souvent pluvieux, parfois neigeux[réf. nécessaire].

### Urbanisme
Zemmora fut complètement détruite en 1857 par un violent séisme. La capitale des Flitas fut rasée.
Actuellement, elle est principalement composée de maisons modestes. Mais depuis que le gouvernement algérien s’attèle à mettre fin à la crise de logements des bâtisses d'architecture moderne s'élèvent selon les normes parasismiques au nord de la ville principalement.
Du vieux bâti, seules subsistent actuellement quelques vieilles construction et bâtiments de l'ère coloniale, tels le siège de l'administration ou autres villas de colons.

## Histoire
- L'Émir Abdelkader y établit sa Smala (capitale mobile) à Zemmora là où se trouve actuellement le quartier populaire de la Smala.
- Le centre de Zamorah est créé par décret du 2 mars 1864[4].
- 1868 : promue commune mixte par l'administration française[5].
- La commune mixte de Zemmora est érigée en commune de plein exercice par arrêté du 17 mars 1871. Des Alsaciens et des Lorrains s'y installent en 1872[4].
- La commune est rattachée au département de Mostaganem en 1956
- 1986 : chef-lieu de daïra (arrondissement) de trois communes : Zemmora, Dar Benabdellah et Beni Dergoun.

## Population
|                       | 1975       | 2000       | 2010        | 2015        |
| --------------------- | ---------- | ---------- | ----------- | ----------- |
| Population            | 10 504     | 21 519     | 27 243      | 34 397      |
| Densité de population | 45,5 / km2 | 93,1 / km2 | 117,9 / km2 | 148,9 / km2 |

Zemmora vit un débordement à partir de 1992 quand les douars avoisinant furent soumis à la dictature des groupes islamiques armés[évasif].

## Lieux-dits, quartiers et hameaux

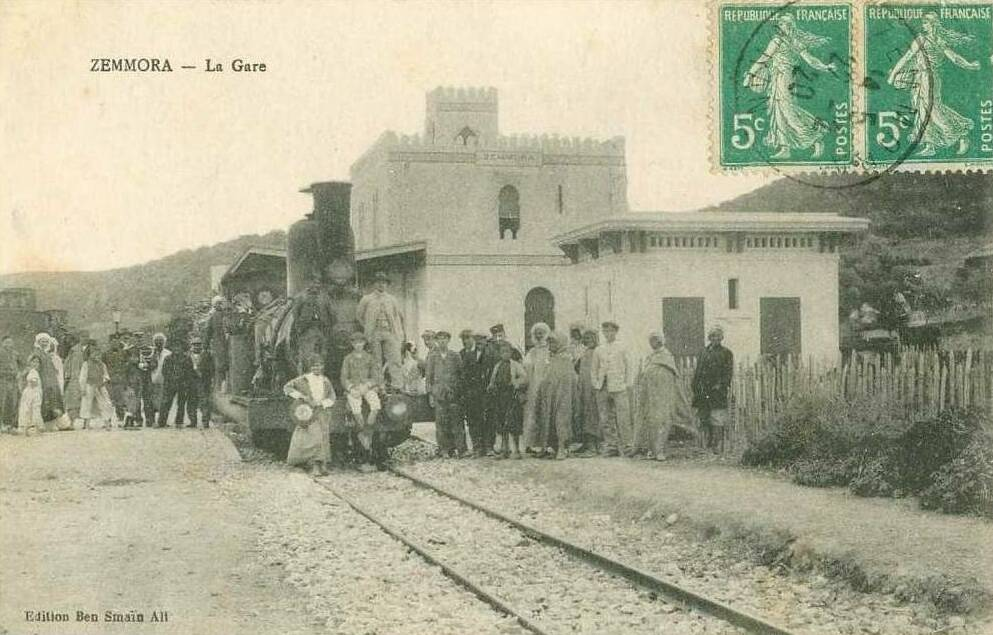
Gare de Zemmora avant 1962

- Smala

## Transport
- La route  nationale n 23[7]
- Gare de Zemmora

## Économie
Zemmora était réputée pour ses sources, sa poterie, son miel, son bois et son artisanat en général (tissage, tapis, laine, djellabas, burnous...)[réf. nécessaire].

## Sport
- A.S.B.Zemmora[8]
- Majd Zemmora[9]

## Personnalités liées à la commune
- Mohamed el-Kebir

## Galerie de photographies

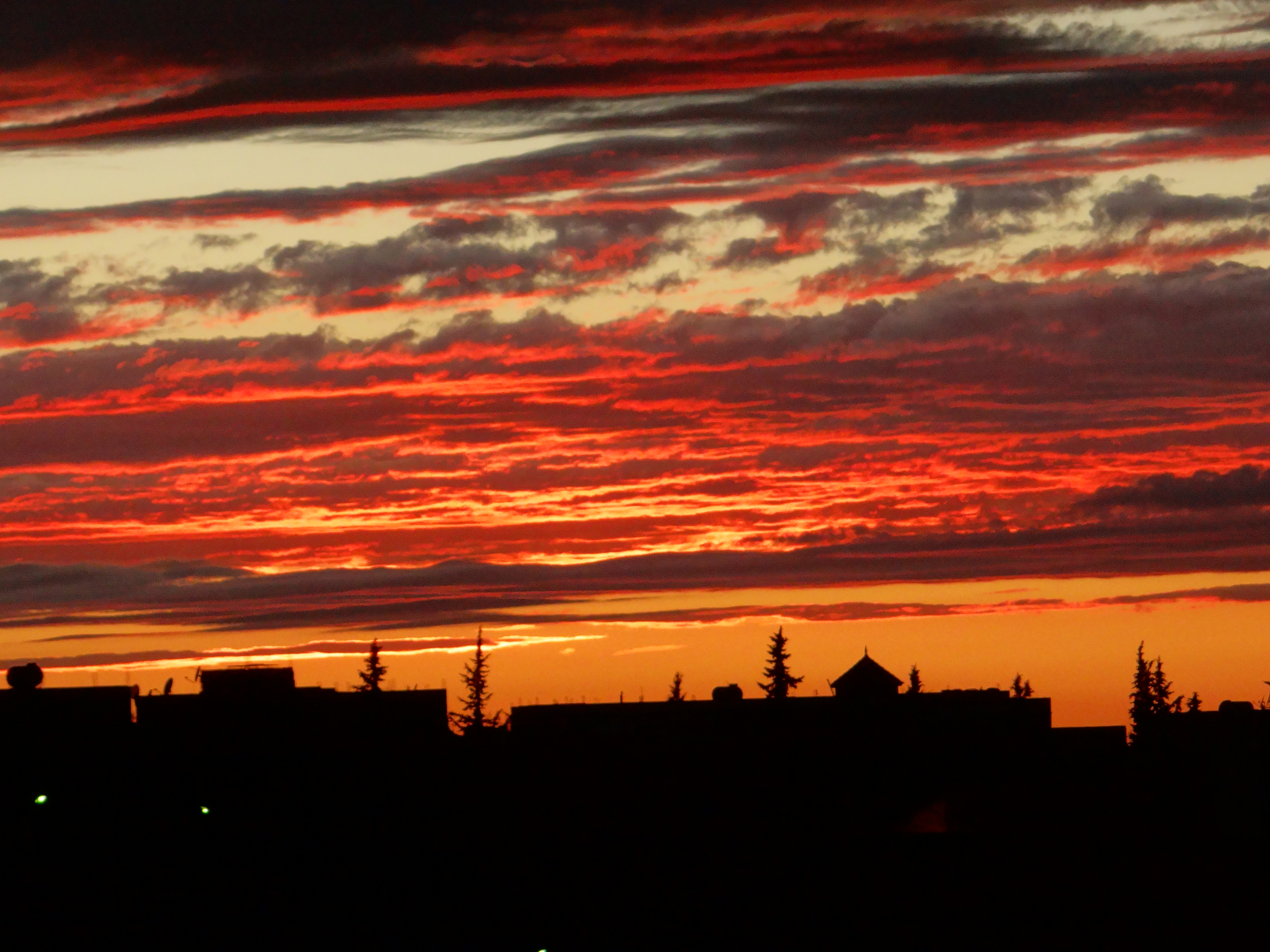
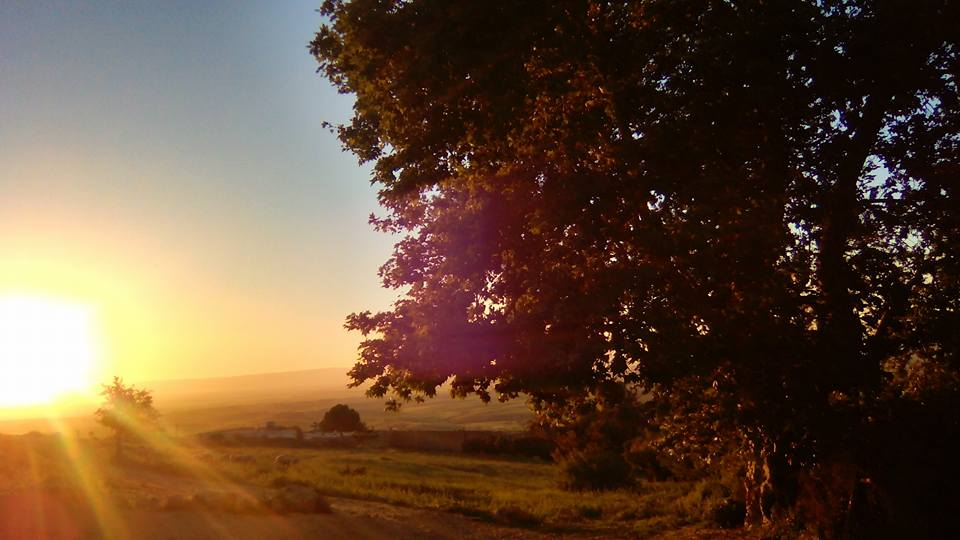
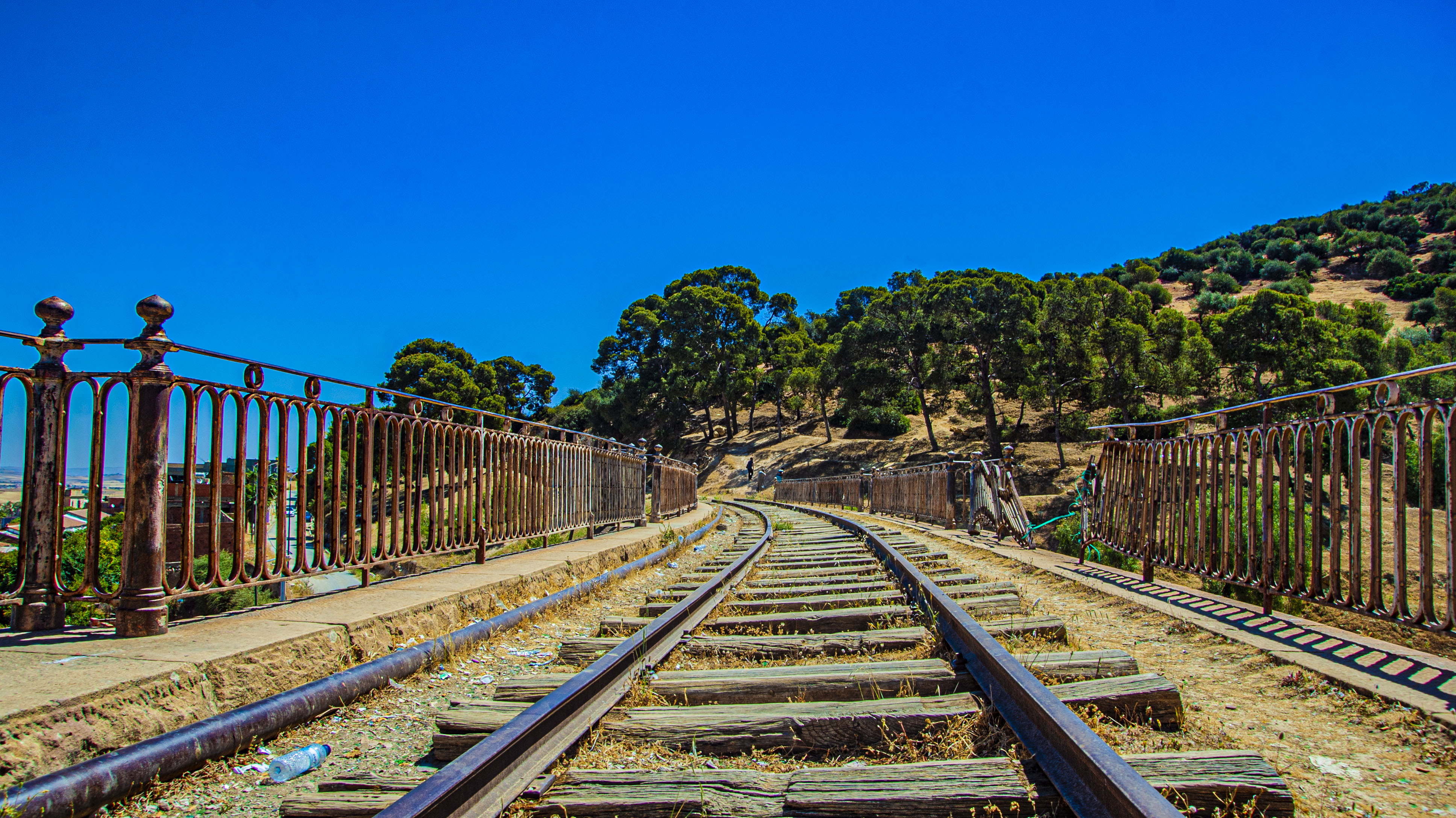
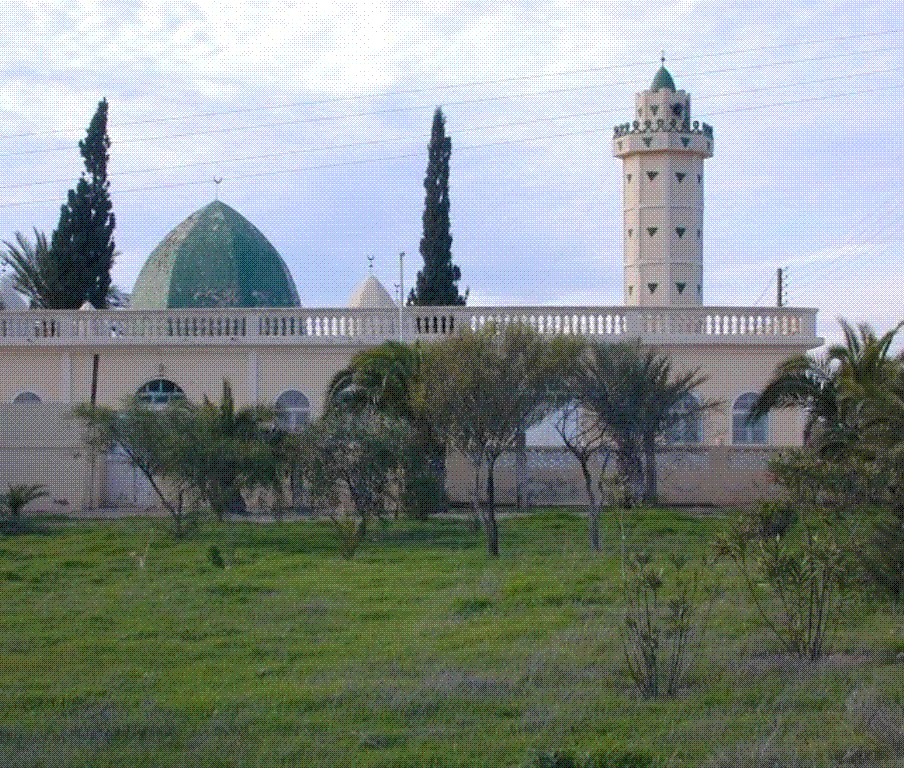
Sidi Harrat.